# Monestier-Port-Dieu

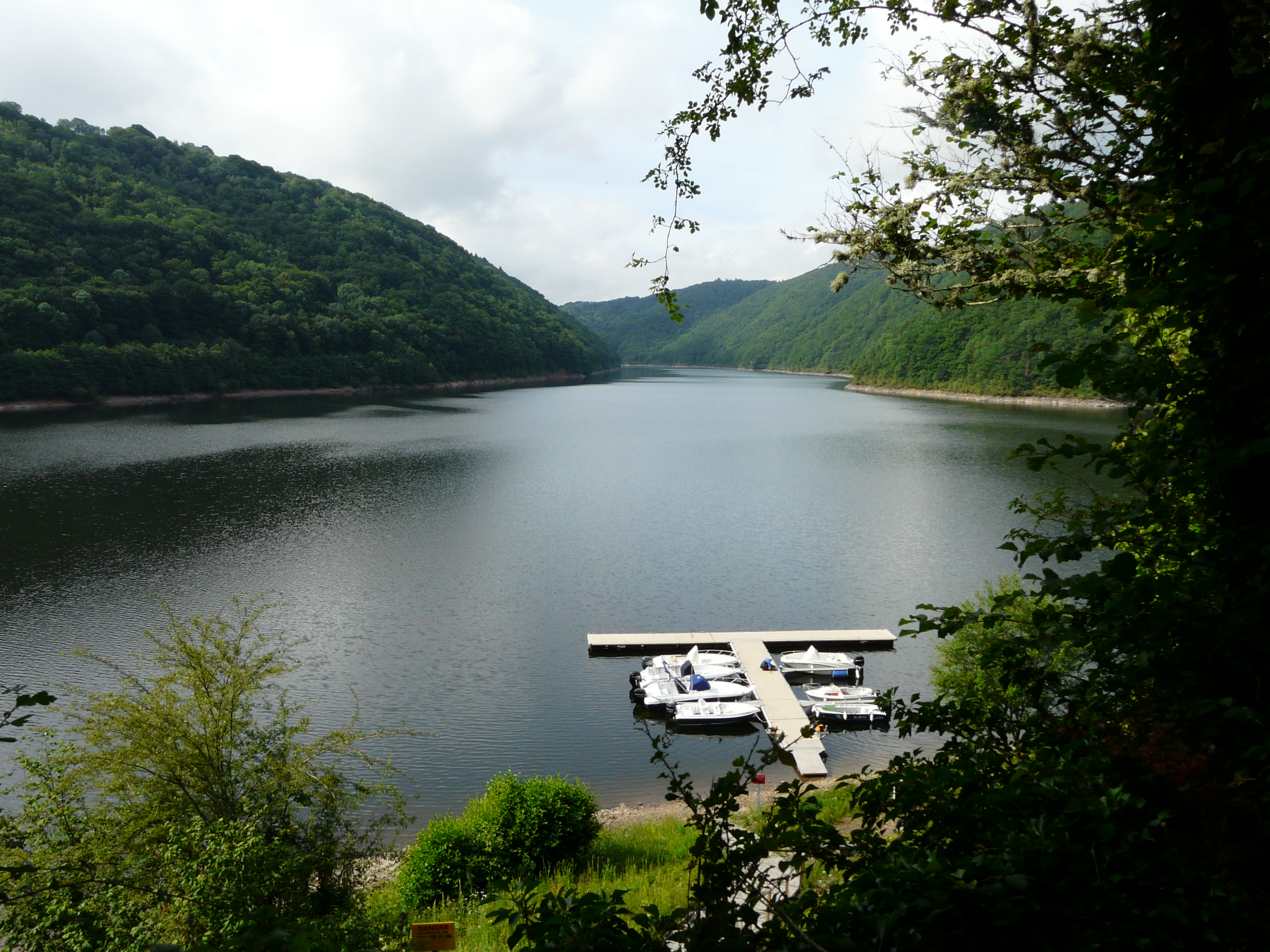

Monestier-Port-Dieu is een gemeente in het Franse departement Corrèze (regio Nouvelle-Aquitaine) en telt 116 inwoners (1999). De plaats maakt deel uit van het arrondissement Ussel.

## Geografie
De oppervlakte van Monestier-Port-Dieu bedraagt 17,9 km², de bevolkingsdichtheid is 6,5 inwoners per km².
De onderstaande kaart toont de ligging van Monestier-Port-Dieu met de belangrijkste infrastructuur en aangrenzende gemeenten.

## Demografie
Onderstaande figuur toont het verloop van het inwonertal (bron: INSEE-tellingen).